# Discografia dei Jackson 5
The Jackson 5, poi The Jacksons, sono stati un gruppo musicale statunitense composto dai fratelli Jackie, Tito, Jermaine, Michael, Marlon e Randy Jackson formatosi a Gary nello stato dell'Indiana nei primi anni '60 e che ha pubblicato singoli e album dal 1968 al 1989 e, negli anni seguenti, ha continuato pubblicando una serie di raccolte di successi.
Furono la prima band nella storia della musica a piazzare i primi quattro singoli consecutivi alla posizione numero uno della classifica generale di Billboard. Il gruppo ha venduto oltre 100 milioni di dischi in tutto il mondo portando 9 successi al n.1 delle classifiche americane e 14 canzoni nella top ten, e un totale di 23 canzoni nella top 40, venendo candidati tre volte ai Grammy Award mentre tre loro canzoni furono inserite nella Grammy Hall of Fame. Nel 1997 furono ammessi alla Rock and Roll Hall of Fame e nel 1999 alla Vocal Group Hall of Fame.

## Album in studio

### Jackson 5
| Anno | Album                             | vendite USA* | tutto il mondo* |
| ---- | --------------------------------- | ------------ | --------------- |
| 1969 | Diana Ross Presents the Jackson 5 | 4 milioni    | 5 milioni       |
| 1970 | ABC                               | 4 milioni    | 5,5 milioni     |
| 1970 | Third Album                       | 4,5 milioni  | 6 milioni       |
| 1970 | The Jackson 5 Christmas Album     | 2,5 milioni  | 3,5 milioni     |
| 1971 | Maybe Tomorrow                    | 3 milioni    | 4 milioni       |
| 1972 | Lookin' Through the Windows       | 3 milioni    | 3,5 milioni     |
| 1973 | Skywriter                         | 2 milioni    | 2,5 milioni     |
| 1973 | G.I.T.: Get It Together           | 1,5 milioni  | 2 milioni       |
| 1974 | Dancing Machine                   | 2 milioni    | 2,5 milioni     |
| 1975 | Moving Violation                  | 1,5 milioni  | 1,5 milioni     |
| 1976 | Joyful Jukebox Music**            | 100 000      | 200 000         |
| 1979 | Boogie**                          | 40 000       | 40 000          |

- * Non è possibile conoscere le cifre effettive di vendita dato che la Motown non era affiliata alla RIAA e quindi non ha potuto certificare dischi d'oro e dischi di platino. Pertanto le cifre sulle vendite non sono unanimemente riconosciute. Una fonte particolarmente importante resta la biografia di Taraborelli.[7]
- ** Sia Joyful Jukebox Music che Boogie sono degli album Motown contenenti materiale d'archivio, pubblicati quando i Jackson 5 erano passati alla CBS cambiando nome in "The Jacksons".

### The Jacksons
| Anno | Album               | vendite USA | tutto il mondo |
| ---- | ------------------- | ----------- | -------------- |
| 1976 | The Jacksons        | 500 000+    | 1 milione+     |
| 1977 | Goin' Places        | 200 000+    | 500 000+       |
| 1978 | Destiny             | 1 milione+  | 4 milioni+     |
| 1980 | Triumph             | 1 milione+  | 2 milioni+     |
| 1984 | Victory             | 2 milioni+  | 7 milioni+     |
| 1989 | 2300 Jackson Street | 200 000+    | 500 000+       |

- Humanity (1991-1995); scartato.

## Album dal vivo

### Jackson 5
| Anno | Album             |
| ---- | ----------------- |
| 1973 | In Japan!         |
| 2010 | Live at the Forum |

### The Jacksons
| Anno | Album              | Vendite    |
| ---- | ------------------ | ---------- |
| 1981 | The Jacksons Live! | 2 milioni+ |

## Raccolte

### Jackson 5 (Steeltown Records)
- 1996 - Pre-History - The Lost Steeltown Recordings**

** Nel corso degli anni sono state realizzate varie raccolte dei pezzi registrati dal gruppo nel periodo Steeltown, ma la più accreditata delle raccolte resta questa. Nella prima versione del documentario Living with Michael Jackson del 2003 è possibile vedere in una scena Michael Jackson mentre ascolta il brano Big Boy (primo singolo dei Jackson 5 pubblicato dalla Steeltown) mentre tiene in mano questo CD in particolare.

### Jackson 5 (Motown Records)
- 1971 - Greatest Hits
- 1975 - Anthology
- 1993 - Children of the Light
- 1995 - Soulsation!
- 1995 - Jackson 5: The Ultimate Collection
- 1997 - The Very Best of Michael Jackson with The Jackson Five
- 1997 - The Motown Years
- 1999 - The Millennium Collection: The Best of The Jackson 5
- 2005 - The Jackson 5 Gold
- 2008 - Classic Jackson 5
- 2009 - I Want You Back! Unreleased Masters
- 2010 - J Is for Jackson 5
- 2012 - Come and Get It: The Rare Pearls

### The Jacksons
- 1993 - The Best of The Jacksons
- 2004 - The Essential Jacksons
- 2004 - The Very Best of The Jacksons
- 2009 - Can You Feel It! The Jacksons Collection

## Album di remix

### Jackson 5
- 2000 - Soul Source: Jackson 5 Remixes[13]
- 2001 - Soul Source: Jackson 5 Remixes 2[14]
- 2009 - Soul Source: Best Of Jackson 5 Remixes[15]
- 2009 - Michael Jackson - The Stripped Mixes (contiene remix sia di brani dei Jackson 5 che di Michael Jackson da solista)[16]
- 2009 - Michael Jackson: The Remix Suite (contiene remix sia di brani dei Jackson 5 che di Michael Jackson da solista)[17]
- 2010 - Michael Jackson / Jackson 5 Remixes[18]
- 2013 - Michael Jackson: The Complete Remix Suite (contiene remix sia di brani dei Jackson 5 che di Michael Jackson da solista)[19]

## Colonne sonore

### Jackson 5
- 1971 - Goin' Back to Indiana

### The Jacksons
- 1992 - The Jacksons: An American Dream1

1 Nonostante l'album sia stato pubblicato sotto il nome "The Jacksons", contiene in realtà esclusivamente canzoni (live o in studio) del periodo Jackson 5.

## Singoli

### Jackson 5 (Steeltown Records)
1968
- Big Boy/You've Changed
- We Don't Have to Be Over 21 (To Fall in Love)/Jam Session
- Let Me Carry Your Schoolbooks/I Never Had A Girl

1969
- We Don't Have to Be Over 21 (To Fall in Love)/Some Girls Want Me for Their Lover

### Jackson 5 (Motown Records)
1969
- I Want You Back

1970
- ABC
- The Love You Save
- I'll Be There
- Santa Claus Is Coming to Town
- I Saw Mommy Kissing Santa Claus
- Mama's Pearl

1971
- Never Can Say Goodbye
- Maybe Tomorrow
- Sugar Daddy

1972
- Little Bitty Pretty One
- Lookin' Through the Windows
- Doctor My Eyes
- Corner of the Sky

1973
- Hallelujah Day
- Skywriter
- Get It Together

1974
- Dancing Machine
- Whatever You Got, I Want
- The Life of the Party
- I Am Love (Parte 1)

1975
- Forever Came Today
- All I Do Is Think of You

### The Jacksons (Epic Records)
1976
- Enjoy Yourself

1977
- Show You the Way to Go
- Dreamer
- Goin' Places
- Even Though You're Gone
- Music's Takin' Over
- Find Me a Girl

1978
- Blame It on the Boogie
- Shake Your Body (Down to the Ground)
- Destiny

1980
- Lovely One
- This Place Hotel (o Heartbreak Hotel)

1981
- Can You Feel It
- Walk Right Now
- Time Waits for No One

1984
- State of Shock (con Mick Jagger)
- Torture
- Body
- Wait

1987
- Time out for the Burglar (dalla colonna sonora del film Affittasi ladra)

1989
- 2300 Jackson Street
- Nothing (That Compares to You)
- Art of Madness

## Video musicali
| Anno | Titolo                                 |
| ---- | -------------------------------------- |
| 1976 | Enjoy Yourself                         |
| 1977 | Dreamer                                |
| 1977 | Goin' Places                           |
| 1977 | Even Though You're Gone                |
| 1978 | Blame It on the Boogie                 |
| 1978 | Shake Your Body (Down to the Ground)   |
| 1981 | Can You Feel It                        |
| 1984 | Torture                                |
| 1984 | Body                                   |
| 1989 | 2300 Jackson Street                    |
| 1989 | Nothin' (That Compares 2 U)            |
| 1989 | Art of Madness                         |
| 2019 | I Saw Mommy Kissing Santa Claus        |
| 2021 | Can You Feel It (Kirk Franklin Remix)  |
| 2021 | Can You Feel It (Jacksons x MLK Remix) |

## Home Video

### Jackson 5
- 1981 - The Jackson 5: In Concert (VHS) concerto live dei Jackson 5 registrato in Messico nel 1975[23]
- 2013 - The Jackson 5ive (DVD e Blu-ray) serie TV a cartoni animati con protagonista la band andata in onda dall'11 settembre 1971 al 14 ottobre 1972 (nella serie i Jackson 5 sono presenti solo come interpreti delle canzoni mentre le loro voci sono state registrate da altri doppiatori)[24]

### The Jacksons
- 1979 - The Jacksons: Live (VHS) concerto live dei Jacksons registrato a Londra nel 1979 durante il Destiny World Tour[25]
- 2011 - The Jacksons: The Complete TV Show (DVD) cofanetto contenente tutti gli episodi del The Jacksons TV Show andato in onda dal 16 giugno 1976 al 9 marzo 1977[26]

### Altro
- 1992 (ripubblicata nel 2001) - The Jacksons: An American Dream (VHS e DVD) miniserie che narra la storia e la carriera dei Jacksons andata in onda dal 15 al 18 novembre 1992 (nella serie i Jacksons sono presenti solo come interpreti delle canzoni mentre i loro ruoli sono interpretati da altri attori)[27]

## Tour

### Tour dei Jackson 5
- The Jackson 5 First National Tour (2 maggio 1970 - 30 dicembre 1970)
- The Jackson 5 Second National Tour (2 febbraio 1971 - 15 ottobre 1971)
- The Jackson 5 US Tour (27 dicembre 1971 - 5 ottobre 1972)
- The Jackson 5 European Tour (2 novembre 1972 - 12 novembre 1972)
- The Jackson 5 World Tour (2 marzo 1973 - dicembre 1975)
- The Jackson 5 Final Tour (13 febbraio 1976 - 19 febbraio 1976)

### Tour dei Jacksons
- The Jacksons Tour (19 maggio 1977 - 24 maggio 1977)
- Goin' Places Tour (22 gennaio 1978 - 13 maggio 1978)
- Destiny World Tour (22 gennaio 1979 - 26 settembre 1980)
- Triumph Tour (8 luglio 1981 - 26 settembre 1981)
- Victory Tour (6 luglio 1984 - 9 dicembre 1984)
- Unity Tour (20 giugno 2012 – 27 luglio 2013)